# Dibamus novaeguineae
Dibamus novaeguineae là một loài thằn lằn trong họ Dibamidae. Loài này được Duméril & Bibron mô tả khoa học đầu tiên năm 1839.